# Сорока, Александр Назарьевич
Алекса́ндр Наза́рьевич Соро́ка (укр. Олександр Назарович Сорока; 21 апреля (4 мая) 1900 — 28 декабря 1963) — советский украинский хоровой дирижёр.
Народный артист УССР (1960). Член КПСС с 1946 года.

## Биография
Родился 21 апреля (4 мая) 1900 года в селе Хлипновцы, ныне Черкасской области.
Начальное музыкальное образование получил в Киевской духовной семинарии. С 1923 года одновременно с учёбой пел в хоровой капелле «Думка».
В 1930 году окончил дирижёрский факультет Киевского музыкально-драматического института им. Н. В. Лысенко.
После окончания института преподавал и руководил разными хоровыми коллективами:
- с 1934 года — дирижёр, в 1937−1940 годах и с 1946-го — главный дирижёр капеллы «Думка» в Киеве,
- в 1940−1946 годах — художественный руководитель хоровой капеллы «Трембита» во Львове.

Умер 28 декабря 1963 года в Киеве. Похоронен на Байковом кладбище. Надгробие выполнено из бронзы и лабрадорита скульптором Элиусом Фридманом и архитектором М. К. Иванченко.

## Творчество
Отдавал предпочтение крупным формам, преимущественно кантатно-ораториального жанра. В репертуаре следующие произведения:
- «Радуйся, ниво неполитая» и «Б’ють пороги» Николая Лысенко
- «Кавказ» и «Завещание» Станислава Людкевича
- «Славься, Отчизна моя» Германа Жуковского
- «Украина моя» Андрея Штогаренко
- «Реквием» Моцарта
- «Москва» Петра Чайковского
- «Времена года» Гайдна и другие

## Память
20 мая 1970 год в Киеве на доме № 5 по улице Льва Толстого, где в 1948—1963 годах жил Александр Сорока, была установлена бронзовая мемориальная доска (архитектор − Исроель Шмульсон).